# Falconina cafetera
Falconina cafetera — вид павуків родини Corinnidae. Описаний у 2024 році.

## Поширення
Ендемік Мексики. Поширений у штаті Чіапас. Зразки були зібрані в затінених кавових агроекосистемах і в приміському саду какао міста Тапачула. Цей вид є першим Falconina, зареєстрованим у Мексиці, і найпівнічнішим видом роду в континентальній Америці, за винятком Falconina gracilis (Keyserling, 1891), завезеного в США та на Кубу.

## Назва
Видова назва cafetera — це довільна комбінація літер, яка походить від іспанського слова, що позначає кавову плантацію «finca cafetalera», де цей вид був вперше зібраний.

## Опис
Самці мають розміри від 4,88 до 6,60 мм, а самиці від 5,22 до 5,76 мм. Самці та самиці відрізняються від інших видів тим, що більша частина опістосом світлого кольору з деякими темними плямами, тоді як у всіх інших видів вони переважно темні з деякими світлими плямами.